# Cap de lleó
El cap de lleó (xinès tradicional: 獅子頭, xinès simplificat: 狮子头, pinyin: shīzi tóu) és un plat Huaiyang que consisteix en una pilota grossa (de grandària entorn de 7–10 cm de diàmetre) cuita en un brou de vegetals. N'hi ha dues varietats: la blanca (o simple), i la roja (cuinada amb salsa de soia). La varietat blanca se serveix bullida o cuinada al vapor amb la col xinesa. La varietat roja pot ser cuita amb col i acompanyada de brots de soia i derivats de tofu.

## Història
El nom deriva de la forma de la col, que juntament amb la mandonguilla s'assemblen al cap d'un lleó. El plat es va originar en la regió Yangzhou i Zhenjiang en la província de Jiangsu, amb la varietat blanca és més comuna a Yangzhou i la varietat roja és més comuna a Zhenjiang. El plat va esdevenir una part de gastronomia de Xangai amb l'afluència de nòmades en el segle xix i els començaments del segle xx.
En el nord de la Xina, especialment en Beijing, el plat es coneix com a "Sixi Wanzi" ("quatre boles felices") perquè les mandonguilles se serveixen generalment en un sistema de quatre. Aquestes mandonguilles tendeixen per a ser més petites que al sud de la Xina.